# Гринвилл (округ)
Округ Гринвилл (англ. Greenville County) располагается в штате Южная Каролина, США. Официально образован в 1786 году. По состоянию на 2013 год, численность населения составляла 474 266 человек.

## География
По данным Бюро переписи США, общая площадь округа равняется 2059,052 км2, из которых 2046,102 км2 суша и 12,950 км2 или 0,610 % это водоёмы.

## Население
По данным переписи населения 2010 года в округе проживает 451 225 жителей в составе 198 546 домашних хозяйств и 201 997 семей. Плотность населения составляет 186,00 человек на км2. На территории округа насчитывается 186 803 жилых строений, при плотности застройки около 80,00-ти строений на км2. Расовый состав населения: белые — 77,53 %, афроамериканцы — 18,30 %, коренные американцы (индейцы) — 0,19 %, азиаты — 1,38 %, гавайцы — 0,05 %, представители других рас — 1,42 %, представители двух или более рас — 1,14 %. Испаноязычные составляли 3,76 % населения независимо от расы.
В составе 31,90 % из общего числа домашних хозяйств проживают дети в возрасте до 18 лет, 52,30 % домашних хозяйств представляют собой супружеские пары проживающие вместе, 12,30 % домашних хозяйств представляют собой одиноких женщин без супруга, 31,80 % домашних хозяйств не имеют отношения к семьям, 26,80 % домашних хозяйств состоят из одного человека, 8,50 % домашних хозяйств состоят из престарелых (65 лет и старше), проживающих в одиночестве. Средний размер домашнего хозяйства составляет 2,47 человека, и средний размер семьи 3,00 человека.
Возрастной состав округа: 25,60 % моложе 18 лет, 9,60 % от 18 до 24, 31,20 % от 25 до 44, 25,80 % от 45 до 64 и 25,80 % от 65 и старше. Средний возраст жителя округа 36 лет. На каждые 100 женщин приходится 94,80 мужчин. На каждые 100 женщин старше 18 лет приходится 91,60 мужчин.
Средний доход на домохозяйство в округе составлял 42 049 USD, на семью — 49 032 USD. Среднестатистический заработок мужчины был 35 313 USD против 27 034 USD для женщины. Доход на душу населения составлял 22 081 USD. Около 7,90 % семей и 10,50 % общего населения находились ниже черты бедности, в том числе — 13,20 % молодежи (тех, кому ещё не исполнилось 18 лет) и 10,60 % тех, кому было уже больше 65 лет.